# Décès en 1007
Pour un article plus général, voir 1007.
Décès
- 1003
- 1004
- 1005
- 1006
- 1007
- 1008
- 1009
- 1010
- 1011

Cette page dresse une liste de personnalités mortes au cours de l'année 1007 :
- 27 février : Ælfwaru (en), noble anglo-saxon.
- Maria Argyropoulina (en), grand-mère de l'empereur byzantin Romain II.
- Attilanus (en), bénédictin du diocèse de Zamora.
- Urraca de Castille (morte en 1007), reine consort de León, de Galice puis de Navarre.
- Guo (en), impératrice chinoise.
- Al-Hamadhani, inventeur du genre littéraire de la maqâma.
- Hériger de Lobbes, moine bénédictin de l'abbaye de Lobbes.
- Jean Ier, duc d'Amalfi.
- Landolf VII de Capoue, ou Landolf de Sainte-Agathe, prince de Capoue.
- Maslama al-Mayriti, maître des mathématicien d'Al-Andalus.
- Manjutakin (en), Ghulam.
- Pelayo Rodríguez (en), comte du royaume de León.
- Sebestyén (en), archevêque d'Esztergom.